# 桃園市立龍潭國民中學
桃園市立龍潭國民中學（英語：Long Tan Junior High School），簡稱龍潭國中、龍中，位於台灣桃園市龍潭區。

## 校園歷史

### 演變與發展
- 1961年：桃園縣立楊梅中學龍潭分部成立。
- 1966年：奉准獨立，定名桃園縣立龍潭初級中學。
- 1968年：實施九年國民義務教育，改制為桃園縣立龍潭國民中學。
- 1969年：4月奉教育局指示於上林村凌雲崗一帶設立上林分部，同年8月定名為桃園縣立凌雲國民中學。
- 1980年：於佳安村設立石門分校。
- 1982年：附設補習學校成立，同年石門分校獨立設校，定名為桃園縣立石門國民中學。
- 2002年：奉教育局指示於黃唐村設立武漢分校。
- 2004年：武漢分校獨立設校，定名為桃園縣立武漢國民中學，班級數開始減班。
- 2014年：12月25日，因應桃園縣升格改制為直轄市，更名為桃園市立龍潭國民中學。

### 歷任校長
| 任期 | 姓名         | 任職日期  | 離職日期  | 備註 |
| ---- | ------------ | --------- | --------- | --- |
| 1    | 陳濟昌先生   | 1961年8月 | 1971年3月 | 原新竹縣立二重國民中學校長轉任，屆齡退休。                                                                         |
| 2    | 張自銘先生   | 1971年8月 | 1981年7月 | 調職桃園縣立石門國民中學。                                                                                         |
| 3    | 李勝火先生   | 1981年8月 | 1986年7月 | 原新竹縣立石光國民中學校長轉任，調任桃園縣立八德國民中學。                                                         |
| 4    | 范姜文政先生 | 1986年8月 | 1991年9月 | 原桃園縣立八德國民中學校長轉任，調任桃園縣立東興國民中學。                                                         |
| 5    | 賴錦祥先生   | 1991年9月 | 1995年7月 | 原彰化縣立埔鹽國民中學校長轉任，調任桃園縣立建國國民中學。                                                         |
| 6    | 徐彩春先生   | 1995年8月 | 1999年7月 | 原桃園縣立新屋國民中學校長轉任，屆齡退休。                                                                         |
| 7    | 邵德佳女士   | 1999年8月 | 2005年7月 | 原桃園縣立草漯國民中學校長轉任，調任桃園縣立武漢國民中學。                                                         |
| 8    | 張賜光先生   | 2005年8月 | 2009年7月 | 原桃園縣立富岡國民中學校長轉任，調任桃園縣立會稽國民中學。                                                         |
| 9    | 周素娥女士   | 2009年8月 | 2013年7月 | 原桃園縣立瑞原國民中學校長轉任，調任桃園縣立東興國民中學。                                                         |
| 10   | 陳麗捐女士   | 2013年8月 | 2017年7月 | 原桃園縣立永安國民中學校長轉任，疑因收回校地而遭政治操作，未獲續任 連結標籤 （页面存档备份，存于），抱憾申請退休。 |
| 11   | 謝益修先生   | 2017年8月 | 2021年7月 | 原桃園市立仁美國民中學校長轉任，調任桃園市立內壢國民中學。                                                         |
| 12   | 黃寒楨先生   | 2021年8月 | 現任      | 原桃園市立東安國民中學校長轉任。                                                                                   |

## 學區
龍潭里、百年里、中正里、龍星里、上華里、九龍里（第5－9鄰）、上林里（第10－20、26－31鄰）、烏林里（第1－16鄰）、烏樹林里（第1、6－10、14－15、18－21鄰）、烏樹林里（第2－5、11－13、16－17、22－23鄰）【為龍潭國中、武漢國中共同學區】、中山里（第1－9、11、13－43鄰）。

## 校園建築
- 和平樓
- 忠孝樓
- 仁愛樓
- 信義樓
- 學生活動中心

## 學校週邊
- 龍潭國小
- 龍星國小
- 雙龍國小
- 龍潭高中

## 校友
- 黃仁杞：前龍潭鄉長、前桃園縣議會議員
- 魏雪卿：前桃園縣議會議員
- 李秋蓉：前桃園縣議會議員
- 陳若萍：演員、主持人。
- 廖家春：青溪國中、建國國中、中興國中校長，曾任文化局、教育局副局長。
- 鍾美華：八德國中校長。
- 林昭賢：現任客家事務局局長，曾任桃園市議會議員[2]。
- 涂卉妮：中華職棒樂天桃猿專屬啦啦隊 Rakuten Girls成員。

## 外部連結
- 桃園市立龍潭國民中學 （页面存档备份，存于）